# التسلسل الزمني لجائحة فيروس كورونا 2019-20 في مايو 2020
يوثّق هذا المقال التسلسل الزمني والوبائي الخاص بـسارس-كوف-2 في مايو 2020 ،  وهو الفيروس المسؤول عن جائحة كوفيد-19 الذي نشأ في ووهان ، هوبي ، بر الصين الرئيسي. قد تصبح بعض التطورات معروفة أو مفهومة بالكامل فقط في وقت لاحق. بدأ الإبلاغ عن هذا الوباء في كانون الأول 2019.

## التسلسل الزمني للجائحة

### 1 مايو
تقرير الوضع الصادر عن منظمة الصحة العالمية رقم 102:
- أبلغت أستراليا عن إجمالي 6700 حالة و 93 حالة وفاة.[3]
- أبلغت أذربيجان عن إجمالي 1804 حالات و 24 حالة وفاة.[3]
- أبلغت الصين عن 12 حالة جديدة (بما في ذلك 6 حالات مستوردة) ، وبذلك يصل العدد الإجمالي للحالات إلى أكثر من 84000 حالة.[3]
- أبلغت فرنسا عن 218 حالة وفاة، ليصل مجموع الوفيات إلى 24594 وفاة. لا يزال 25887 شخص في المستشفى و 3878 في العناية المركزة.[3]
- أبلغت ألمانيا عن 1639 حالة جديدة، ليصل المجموع إلى 160758 حالة. كما أبلغت أيضًا عن 193 حالة وفاة، ليصل عدد الوفيات إلى 6481 وفاة.[3]
- أبلغت إندونيسيا عن 433 حالة جديدة، ليصل العدد الإجمالي إلى 10551 حالة. وأبلغت السلطات الصحية الإندونيسية عن ثماني وفيات، ليصل عدد الوفيات إلى 800 وفاة. وقد أبلغت إندونيسيا عن 1591 حالة شفاء، وقامت باختبار 76500 شخص.[3]
- أبلغت إيران عن 63 حالة وفاة جديدة، ليصل عدد الوفيات إلى 6091 وفاة. أبلغت إيران عن ما مجموعه 95646 حالة و 2899 حالة حرجة.[3]
- قد أبلغت إيطاليا عن 269 حالة وفاة، ليصل عدد الوفيات إلى 28236 وفاة. وأعلنت إيطاليا عن 1965 حالة جديدة، ليصل المجموع إلى 207428 حالة.[3]
- أبلغت ماليزيا عن 69 حالة جديدة (12 حالة وافدة و 57 حالة عدوى محلية) ، وبذلك يصل العدد الإجمالي للحالات إلى 6071 حالة. كما قامت السلطات الماليزية بإخراج 39 مريض من المستشفى، مما رفع عدد حالات الشفاء إلى 4210 حالات. كما أبلغت ماليزيا عن وفاة جديدة، مما رفع عدد الوفيات في البلاد إلى 103 وفيات.[4]
- أبلغت المكسيك عن 1425 حالة جديدة، ليصل العدد الإجمالي إلى 19224 حالة. أيضًا أبلغت عن 127 وفاة جديدة، مما رفع عدد الوفيات إلى 1859 وفاة.[3]
- أبلغت هولندا عن 475 حالة جديدة، ليصل العدد الإجمالي إلى 39791 حالة. أبلغت السلطات الهولندية عن 98 وفاة جديدة، مما رفع عدد الوفيات إلى 4893 وفاة.[3]
- أبلغت نيوزيلندا عن ثلاث حالات جديدة، ليصل المجموع إلى 1479 حالة (تم تأكيد 1132 و 347 حالة محتملة). كما أبلغت السلطات الصحية النيوزيلندية عن 11 حالة تشافي جديدة، ليصل المجموع إلى 1252 حالة.[5]
- أبلغت الفلبين عن 284 حالة جديدة، ليصل العدد الإجمالي إلى 8772 حالة. أبلغت الفلبين عن 11 وفاة جديدة، مما رفع حصيلة الوفيات إلى 579 وفاة.[3]
- أبلغت قطر عن 687 حالة جديدة، ليصل العدد الإجمالي إلى 14096 حالة. كما أبلغت قطر عن وفاتين جديدتين، ليصل عدد الوفيات إلى 12 وفاة. وقد تعافى ما مجموعه 1436 شخص.[3]
- أبلغت روسيا عن 7993 حالة، ليصل العدد الإجمالي إلى 114431 حالة. أبلغت روسيا عن 96 وفاة جديدة، ليصل عدد الوفيات إلى 1169 وفاة.[3]
- أبلغت سنغافورة عن 932 حالة جديدة، ليصل المجموع إلى 17101. تم تأكيد وفاة أخرى في وقت لاحق، ليصل المجموع إلى 16وفاة.[6]
- أبلغت كوريا الجنوبية عن تسع حالات جديدة، ليصل العدد الإجمالي إلى 10774 حالة، تم شفاء 9072 منها.[3]
- أبلغت إسبانيا عن 281 حالة وفاة جديدة، ليصل عدد الوفيات إلى 24824 وفاة. كما أبلغت السلطات الصحية الإسبانية عن 1781 حالة جديدة، وبذلك يصل العدد الإجمالي للحالات إلى 215216.[3]
- أبلغت تايلاند عن ست حالات جديدة، ليصل العدد الإجمالي إلى 2960 حالة. لم تبلغ السلطات التايلاندية عن أي وفيات جديدة، مع بقاء عدد الوفيات عند 54.[3]
- أبلغت تركيا عن 84 حالة وفاة، ليصل عدد الوفيات إلى 3258 وفاة. أبلغت تركيا عن 2188 حالة جديدة، ليصل المجموع إلى 122392 حالة.[3]
- أبلغت أوكرانيا عن 455 حالة جديدة و 11 وفاة جديدة، وبذلك يصل العدد الإجمالي إلى 10861 و 272 على التوالي ؛ تعافى ما مجموعه 1413 مريض.[7]
- أبلغت المملكة المتحدة عن 279 وفاة، ليصل عدد الوفيات إلى 27510. أعلن وزير الصحة مات هانكوك أن السلطات الصحية في المملكة المتحدة قد أجرت 122347 اختبار، لتحقيق هدفها المتمثل في اختبار 100000 شخص.[3]
- في الولايات المتحدة، يبلغ الإجمالي المقدر لعدد الوفيات من فيروس كورونا 63000 وفاة.[3]
- أبلغ اليمن عن حالة واحدة جديدة في محافظة تعز ، ليصل العدد الإجمالي إلى سبع وفيات. سجلت اليمن وفاتين.[3]
- وفقًا لـجامعة جونز هوبكينز ، هناك أكثر من 3.26 مليون حالة، وحوالي 233000 حالة وفاة، وأكثر من مليون حالة تعافي.[3]

### 2 مايو
تقرير الوضع الصادر عن منظمة الصحة العالمية رقم 103:
- أكدت المراكز الأفريقية لمكافحة الأمراض والوقاية منها أن أفريقيا سجلت ما يقرب من 40000 حالة إصابة، وما يقرب من 1700 حالة وفاة، وأكثر من 13000 حالة تعافي. تم تأكيد حالات إصابة بفيروس كورونا في 53 دولة أفريقية.[9]
- أبلغت أستراليا عن وجود ما يقرب من 6800 حالة و 93 حالة وفاة. حددت السلطات الصحية مجموعة إصاة جديدة حول مصنع لتجهيز اللحوم في ولاية فيكتوريا.[9]
- أبلغت البرازيل عن إجمالي 92200 حالة و 6412 حالة وفاة.[9]
- أبلغت فرنسا عن 166 حالة وفاة، ليصل عدد الوفيات إلى 24760 وفاة.[9]
- أبلغت ألمانيا عن 954 حالة جديدة، ليصل المجموع إلى 161703 حالة. كما أبلغت عن 94 حالة وفاة، مما رفع عدد الوفيات إلى 6575 وفاة.[9]
- أبلغت إيطاليا عن 474 حالة وفاة، ليصل عدد الوفيات إلى 28710 وفاة. بقي 1539 مريض في العناية المركزة بينما تعافى 79914 شخص.[9]
- أبلغت ماليزيا عن 105 حالات جديدة، ليصل العدد الإجمالي إلى 6176 حالة. بالإضافة إلى ذلك، تم إخراج 116 مريض من المستشفى، مما رفع العدد الإجمالي للشفاء إلى 4326. حصيلة الوفيات لا تزال عند 103.[9][10]
- أبلغت هولندا عن 445 حالة جديدة، ليصل العدد الإجمالي إلى 40236 حالة. وقد تم الأبلاغ عن 94 حالة وفاة جديدة، مما رفع عدد الوفيات إلى 4987 وفاة.[9]
- أبلغت نيوزيلندا عن 6 حالات جديدة (حالتان مؤكدتان و 4 محتملة) ، ليصل المجموع إلى 1485 (1134 مؤكدة و 351 محتملة). كما أبلغت سلطات نيوزيلاندا عن 11 حالة تعافي جديدة، ليصل المجموع إلى 1263. وقد أعلنت نيوزيلاندا أيضًا عن وفاة جديدة، ليصل المجموع إلى 20 وفاة.[11][12]
- أبلغت الفلبين عن 156 حالة جديدة، ليصل المجموع إلى 8928 حالة. وأبلغت الفلبين عن 24 حالة وفاة، ليصل إجمالي عدد الوفيات إلى 603 وفيات. وقد تعافى 40 شخصًا آخر، ليصل إجمالي عدد الأشخاص الذين تم علاجهم إلى 1124 شخص.[9]
- أبلغت روسيا عن 9623 حالة، ليصل المجموع إلى 124054 حالة. وأبلغت روسيا عن 57 حالة وفاة، ليصل عدد الوفيات إلى 1222 وفاة. كما أعلن عمدة موسكو سيرغي سوبيانين أن 2 في المائة من سكان موسكو (حوالي 250 ألف شخص) أثبتت إصابتهم بفيروس كورونا.[9]
- أبلغت سنغافورة عن 447 حالة جديدة، ليصل المجموع إلى 17548 حالة. تم تأكيد وفاة واحدة في وقت لاحق، ليصل المجموع إلى 17 وفاة. في وقت لاحق، تم تأكيد أن شخص آخر مصاب بكوفيد-19 بعد وفاته، والوفاة ناجمة عن نوبة قلبية.[13][14]
- أبلغت كوريا الجنوبية عن ست حالات جديدة، ليصل المجموع إلى 10780 حالة. أبلغت البلاد عن وفاة شخصين جديدين، ليصل عدد الوفيات إلى 250 وفاة. وتعافى 72 شخص، ليصل المجموع إلى 9123.[9]
- أبلغت إسبانيا عن 276 وفاة جديدة، وبذلك يصل عدد الوفيات إلى 25100 وفاة. أبلغت إسبانيا عن إجمالي 216582 حالة.[9]
- أبلغت تايلاند عن ست حالات جديدة، ليصل العدد الإجمالي إلى 2966 حالة. ولا يزال عدد الوفيات 54 بينما تعافى 2732 شخص ولا يزال 180 في المستشفى.[9]
- أبلغت تركيا عن أكثر من 122000 حالة و 3200 حالة وفاة.[9]
- أبلغت أوكرانيا عن 550 حالة جديدة و 7 وفيات جديدة، وبذلك يصل العدد الإجمالي إلى 11411 و 279 على التوالي ؛ تعافى ما مجموعه 1498 مريض.[15]
- أبلغت المملكة المتحدة عن 621 حالة وفاة، ليصل إجمالي عدد الوفيات إلى 28131. أبلغت إنجلترا عن 370 حالة وفاة (25 منهم ليس لديهم ظروف صحية ضمنية) في المستشفيات، ليصل عدد الوفيات إلى 20853 وفاة.[9]
- أبلغت الولايات المتحدة عن إجمالي 65645 حالة وفاة على أساس أرقام صادرة عن جامعة جونز هوبكينز. كما أبلغت الولايات المتحدة عن 34000 حالة جديدة، ليصل العدد الإجمالي إلى أكثر من 1.1 مليون. تعافى أكثر من 164000 شخص من فيروس كورونا وتم إجراء 6.5 مليون اختبار.[9]
- أبلغ اليمن عن ثلاث حالات جديدة، ليصل المجموع إلى عشر حالات. أبلغت اليمن عن وفاة شخصين.[9]
- كان هناك أكثر من 3.35 مليون حالة، و 239000 حالة وفاة، وأكثر من 1.05 مليون حالة شفاء على مستوى العالم.[9]

### 3 مايو
تقرير الوضع الصادر عن منظمة الصحة العالمية رقم 104:
- أبلغت أفغانستان عن أكثر من 2700 حالة، و 85 حالة وفاة، وأجرت ما يقرب من 12000 اختبار. كما أكدت السلطات الصحية الأفغانية أن 500 اختبارًا عشوائيًا تم تنفيذها في العاصمة كابول حددت 150 إصابة.[17]
- أبلغت أرمينيا عن ما مجموعه 2386 حالة إصابة و 35 حالة وفاة.[17]
- أبلغت البرازيل عن 4588 حالة جديدة، ليصل العدد الإجمالي إلى 101147 حالة. أبلغت البرازيل عن 275 حالة وفاة، ليصل عدد الوفيات إلى 7025 وفاة.[17]
- أبلغت كندا عن 160 حالة وفاة جديدة، وبذلك يصل عدد الوفيات إلى 3606 وفاة. أبلغت كندا عن 1576 حالة جديدة، ليصل المجموع إلى 57148 حالة.[17]
- أبلغت الصين عن حالتين جديدتين و 12 حالة جديدة بدون أعراض، ليصل المجموع إلى 82877. حصيلة الوفيات لا تزال في 4633 وفاة.[17]
- أبلغت فرنسا عن 135 حالة وفاة جديدة، وبذلك يصل عدد الوفيات إلى 24895. لا يزال 25815 شخص في المستشفى و 3819 في العناية المركزة، بإنخفاض من 25827 و 3827 على التوالي.[17]
- أبلغت الهند عن 2644 حالة جديدة، ليصل المجموع إلى أكثر من 39000 حالة. أبلغت الهند عن 83 حالة وفاة جديدة، مما رفع عدد الوفيات إلى 1301 وفاة.[17]
- أبلغت إندونيسيا عن 349 حالة جديدة، ليصل العدد الإجمالي إلى 11912 حالة. أبلغت إندونيسيا عن 18 حالة وفاة، مما رفع عدد الوفيات إلى 845 وفاة.[17]
- أبلغت إيران عن 47 حالة وفاة جديدة، وبذلك يرتفع عدد الوفيات إلى 6203 وفيات. أبلغت إيران عن 97424 حالة إصابة.[17]
- أبلغت إسرائيل عن إجمالي 16194 حالة إصابة و 230 حالة وفاة.[17]
- أبلغت إيطاليا عن 174 حالة وفاة، ليصل عدد الوفيات إلى 28884 وفاة. أبلغت إيطاليا عن 1389 حالة جديدة، ليصل المجموع إلى 210717.[17]
- أبلغت ماليزيا عن 122 حالة جديدة، ليصل العدد الإجمالي إلى 6297 حالة. كما أبلغت السلطات الصحية الماليزية عن حالتي وفاة جديدتين، ليصل عدد الوفيات إلى 105.[18]
- أبلغت هولندا عن 335 حالة جديدة، ليصل العدد الإجمالي إلى 40471 حالة. كما أبلغت عن 69 حالة وفاة جديدة، ليصل المجموع إلى 5056 حالة.[17]
- أبلغت نيوزيلندا عن حالتين جديدتين، ليصل المجموع إلى 1487 (1136 حالة مؤكدة و 351 محتملة). كما أبلغت السلطات الصحية النيوزيلندية عن ثلاث حالات تعافي جديدة، ليصل المجموع إلى 1266.[19]
- أبلغت الفلبين عن ما مجموعه 9223 حالة إصابة و 607 حالة وفاة.[17]
- أبلغت قطر عن 679 حالة، ليصل المجموع إلى 15551 حالة. أبلغت البلاد عن 12 حالة وفاة.[17]
- أبلغت روسيا عن 10633 حالة جديدة.[17]
- أبلغت سنغافورة عن 657 حالة جديدة، ليصل المجموع إلى 18205. بالإضافة إلى ذلك، أرجعت وزارة الصحة السنغافورية تذبذب الحالات في الأيام الأخيرة إلى تراكم الحالات في المختبر، مع خطوات قيد التنفيذ لإصلاح ذلك التراكم. تم تأكيد وفاة واحدة في وقت لاحق، مما رفع المجموع إلى 18.[20]
- أبلغت كوريا الجنوبية عن 13 حالة جديدة ، 10 منها حالات وافدة.[17]
- أبلغت تايلاند عن ثلاث حالات جديدة ، ليصل المجموع إلى 2966 حالة. أبلغت البلاد عن إجمالي 54 حالة وفاة.[17]
- أبلغت تركيا عن 61 حالة وفاة ، ليصل عدد الوفيات إلى 3997. أبلغت تركيا عن 1670 حالة جديدة ، ليصل المجموع إلى 120045. تعافى ما مجموعه 63151 شخص.[17]
- أبلغت أوكرانيا عن 502 حالة جديدة و 9 وفيات جديدة ، وبذلك يصل العدد الإجمالي إلى 11913 و 288 على التوالي ؛ تعافى ما مجموعه 1547 مريض.[21]
- أبلغت المملكة المتحدة عن 315 حالة وفاة ، ليصل عدد الوفيات إلى 28446 ويشمل هذا الرقم حالات الوفيات في المستشفيات ودور الرعاية والمجتمع.[17]
- في الولايات المتحدة ، أبلغت فرجينيا عن أول حالة وفاة بسبب الفيروس ، مما رفع إجمالي عدد الوفيات في الولايات المتحدة إلى 65646.[9][22]
- أبلغت فيتنام عن أول حالة جديدة لها في تسعة أيام ، ليصل العدد الإجمالي إلى 271. تم عزل أكثر من 30500 شخص وتم اختبار 261000 شخص.[17]

### 4 مايو
تقرير الوضع الصادر عن منظمة الصحة العالمية رقم 105:
- أبلغت بنغلاديش عن 688 حالة جديدة ، وبذلك يصل المجموع إلى 10143 حالة. أبلغت البلاد عن 182 حالة وفاة.[24]
- أبلغت البرازيل عن 4075 حالة جديدة ، وبذلك يصل المجموع إلى 105222 حالة. أبلغت البرازيل عن 263 حالة وفاة ، مما رفع عدد الوفيات إلى 7288.[24]
- أبلغت شيلي عن 980 حالة جديدة ، ليصل العدد الإجمالي إلى 20643 حالة. كما أبلغت البلاد عن 10 وفيات جديدة ، ليصل المجموع إلى 270.[24]
- أبلغت الصين عن ثلاث حالات جديدة ، ليصل المجموع إلى 82880. كما أبلغت الصين عن 13 حالة جديدة بدون أعراض.[24]
- أبلغت ألمانيا عن 679 حالة جديدة ، ليصل المجموع إلى 163175 حالة. أبلغت ألمانيا عن 43 حالة وفاة ، مما رفع عدد الوفيات إلى 6692.[24]
- أبلغت إندونيسيا عن 395 حالة جديدة ، ليصل العدد الإجمالي إلى 11587 حالة. كما أكد المسؤول بوزارة الصحة الإندونيسية أحمد يوريانتو 19 حالة وفاة جديدة ، ليصل المجموع إلى 864 وفاة. وقد تعافى 1954 شخص.[24]
- أبلغت إيران عن 74 حالة وفاة جديدة ، ليصل عدد الوفيات إلى 6277. أبلغت إيران عن ما مجموعه 98647 حالة.[24]
- أبلغت إسرائيل عن 38 حالة جديدة ، ليصل العدد الإجمالي إلى 16246 حالة. توفي ثلاثة أشخاص ، مما رفع عدد الوفيات إلى 233. وقد تعافى ما مجموعه 10064 شخص وتم اختبار 6436 شخص.[25]
- أبلغت إيطاليا عن 195 حالة وفاة جديدة ، مما رفع عدد الوفيات إلى 29079. أبلغت إيطاليا عن 1221 حالة جديدة ، ليصل المجموع إلى 211938 حالة. لا يزال 99980 شخص مصابًا منهم 1479 في العناية المركزة. تعافى 82879 وتم إجراء اختبار 1.48 مليون من أجل كوفيد-19.[24]
- أبلغت ماليزيا عن 55 حالة جديدة ، ليصل المجموع إلى 6353. وقد تم تسريح 71 شخص من المستشفى ، ليصل عدد الأشخاص الذين تم علاجهم إلى 4484. لم تبلغ ماليزيا عن حدوث وفيات جديدة ، مع بقاء حصيلة الوفيات عند 105.[26]
- أبلغت هولندا عن 199 حالة جديدة ، ليصل العدد الإجمالي إلى 40770 حالة. وأبلغت السلطات الهولندية عن 26 حالة وفاة جديدة ، مما رفع عدد الوفيات إلى 5082.[24]
- لم تبلغ نيوزيلندا عن أي حالات جديدة ولكن تم إعادة تصنيف حالة واحدة محتملة على أنها مؤكدة ، مما جعل المجموع عند 1487 (1137 حالة مؤكدة و 350 محتملة). بالإضافة إلى ذلك ، أكدت السلطات الصحية النيوزيلندية 10 حالات تعافي جديدة ، ليصل المجموع إلى 1276 حالة.[27]
- أبلغت الفلبين عن 16 حالة وفاة جديدة ، مما رفع عدد الوفيات إلى 623. كما أبلغت الفلبين عن 262 حالة جديدة ، ليصل العدد الإجمالي إلى 9485 حالة.[24]
- أبلغت روسيا عن 10581 حالة جديدة.[24]
- أبلغت سنغافورة عن 573 حالة جديدة ، ليصل العدد الإجمالي إلى 18778 حالة.[28]
- أبلغت كوريا الجنوبية عن ثماني حالات جديدة ، ليصل العدد الإجمالي إلى 10801 حالة.[24]
- أبلغت تركيا عن 65 حالة وفاة ، ليصل عدد الوفيات إلى 3461. وقد أبلغت السلطات التركية عن 1614 حالة جديدة ، ليصل المجموع إلى 127659. وقد تعافى ما مجموعه 68166 شخص. وأجرت تركيا 35771 اختبارًا جديدًا ، ليصل إجمالي عدد الاختبارات إلى 1.170 مليون اختبار.[24]
- وأبلغت أوكرانيا عن 418 حالة جديدة و 15 حالة وفاة جديدة ، وبذلك يصل العدد الإجمالي إلى 12331 و 303 على التوالي ؛ وقد تعافى ما مجموعه 1619 مريض.[29]
- أبلغت المملكة المتحدة عن 288 حالة وفاة ، ليصل عدد الوفيات إلى 28734.[24]
- أبلغ اليمن عن حالتين جديدتين ، ليصل العدد الإجمالي إلى 12 حالة. ويوجد في البلاد إجمالي حالتي وفاة.[24]

### 5 مايو
تقرير الوضع الصادر عن منظمة الصحة العالمية رقم 106:
- أبلغت البرازيل عن 6935 حالة جديدة ، ليصل العدد الإجمالي إلى 114715 حالة. كما أبلغت السلطات الصحية عن 600 حالة وفاة جديدة ، ليصل المجموع إلى 7921 حالة.[31]
- أبلغت الصين عن حالة واحدة جديدة و 15 حالة بدون أعراض.[31]
- أبلغت فرنسا عن 330 حالة وفاة ، وبذلك يصل عدد الوفيات إلى 25531. لا يزال 25755 شخص في المستشفى مع 3430 في العناية المركزة ، بانخفاض من 25548 و 3696 على التوالي.[31]
- أبلغت ألمانيا عن 685 حالة جديدة ، ليصل المجموع إلى 139860 حالة. كما أبلغت ألمانيا عن 139 حالة وفاة ، ليصل المجموع إلى 6831 وفاة.[31]
- أبلغت إندونيسيا عن 484 حالة ، ليصل العدد الإجمالي إلى 12071 حالة.[32]
- أبلغت إيران عن 1323 حالة جديدة ، ليصل المجموع إلى 99970. كما أبلغت السلطات الصحية الإيرانية عن 63 حالة وفاة ، ليصل عدد الوفيات إلى 6340.[31]
- أبلغت إيطاليا عن 236 حالة وفاة جديدة ، مما رفع عدد الوفيات إلى 29315. كما أبلغت عن 1075 حالة جديدة ، ليصل العدد الإجمالي إلى 213013 حالة.[31]
- أبلغت مدغشقر عن ما مجموعه 149 حالة ولم تسجل أية وفيات.[31]
- أبلغت ماليزيا عن 30 حالة جديدة ، ليصل العدد الإجمالي إلى 6883 حالة. وقد تم تسريح 83 مريض من المستشفى ، مما رفع إجمالي عدد حالات الشفاء إلى 4567. أبلغت ماليزيا عن حالة وفاة جديدة ، مما رفع عدد الوفيات إلى 106.[33]
- لم تبلغ نيوزيلندا عن أي حالات جديدة ، وتم التأكد من عدم إصابة حالة واحدة محتملة سابقة ، لينخفض العدد الإجمالي إلى 1486 (1137 حالة مؤكدة و 349 محتملة). تم الإبلاغ عن 26 حالة شفاء جديدة ، ليصل المجموع إلى 1302.[34]
- أبلغت بيرو عن إجمالي 51189 حالة إصابة و 1444 حالة وفاة.[31]
- أبلغت الفلبين عن 14 حالة وفاة جديدة ، وبذلك وصل عدد الوفيات إلى 637 وفاة. كما أبلغت السلطات الصحية عن 199 حالة جديدة ، وبذلك يصل العدد الإجمالي إلى 9684 حالة. تعافى 93 مريض ، ليصل المجموع إلى 1408 مريضًا.[31]
- أبلغت روسيا عن 10102 حالة جديدة ، ليصل المجموع إلى 155370 حالة. كما أبلغت روسيا عن 95 وفاة ، ليصل عدد الوفيات إلى 1451 شخص.[31]
- أبلغت سنغافورة عن 632 حالة جديدة ، ليصل العدد الإجمالي إلى 19410 حالة. بالإضافة إلى ذلك ، توفي مريض مصاب بكوفيد-19 بنوبة قلبية.[35]
- أبلغت إسبانيا عن 185 وفاة ، وبذلك يصل عدد الوفيات إلى 25428. أبلغت الدولة عن إجمالي 219329 حالة.[31]
- أبلغ السودان عن أربع وفيات جديدة ، مما رفع حصيلة الوفيات إلى 45 وفاة. كما أبلغت السلطات السودانية عن 100 حالة جديدة ، ليصل العدد الإجمالي إلى 778. وقد تعافى 70 شخص من فيروس كورونا.[31]
- أبلغت تايلاند عن حالة واحدة جديدة ، ليصل العدد الإجمالي إلى 2988 حالة. ولم تبلغ تايلند عن حالات وفاة جديدة حيث بقي عدد الوفيات عند 54 وفاة. وتعافى 2747 بينما لا يزال 84 شخص يتلقون العلاج في المستشفيات.[31]
- أبلغت تركيا عن 59 حالة وفاة ، ليصل عدد الوفيات إلى 3250. كما أبلغت تركيا عن 1832 حالة جديدة ، ليصل المجموع إلى 129491 حالة.[31]
- أبلغت أوكرانيا عن 366 حالة جديدة و 13 حالة وفاة جديدة ، وبذلك يصل العدد الإجمالي إلى 12697 و 316 على التوالي ؛ تعافى ما مجموعه 1875 مريض.[36]
- أبلغت المملكة المتحدة عن أكثر من 30 ألف حالة وفاة ، بما في ذلك 29648 حالة وفاة في إنجلترا وويلز.[31]
- أبلغت الولايات المتحدة عن إجمالي 70115 حالة وفاة ، و 1192119 حالة ، و 187000 حالة شفاء. أكثر الولايات تضرراً هي نيويورك (27073 حالة وفاة وأكثر من 321000 حالة) ونيوجيرسي (8244 حالة وفاة وأكثر من 130600 حالة).[31]
- أبلغ اليمن عن تسع حالات جديدة ، ليصل المجموع إلى 21 ، وثلاث وفيات. أبلغت الحكومة التي يسيطر عليها الحوثيون في صنعاء عن حالتها الأولى ، وهو رجل صومالي ، ووفاة.[31]
- وفقًا للأرقام التي أصدرتها جامعة جون هوبكينز ، فقد تجاوز عدد حالات الإصابة بفيروس كورونا العالمي 3.5 مليون حالة ، وتوفي 251718 شخص ، وتعافى 1.2 مليون شخص.[31]

### 6 مايو
- أبلغت كندا عن إجمالي 4111 حالة وفاة و 62458 حالة إصابة.[32]
- أبلغت الصين عن حالتين جديدتين و 20 حالة جديدة بدون أعراض.[32]
- في الإكوادور ، أبلغت قبيلة سيكويا (المعروفة أيضًا باسم سيكوباي) عن 15 حالة بين سكانها البالغ عددهم 744.[32]
- أبلغت فرنسا عن 4183 حالة جديدة. كما أبلغت السلطات الفرنسية عن 278 حالة وفاة جديدة (181 في المستشفيات و 97 في دور رعاية المسنين) ، ليصل عدد الوفيات إلى 16237. لا يزال 24983 شخص في المستشفى منهم 3147 مريض في العناية المركزة.[32]
- أبلغت ألمانيا عن 947 حالة ، ليصل المجموع إلى 164807 حالة. توفي 165 شخص ، وبذلك وصل عدد الوفيات إلى 6996.[32]
- أبلغت إيران عن 1680 حالة جديدة ، مما يجعل العدد الإجمالي يتجاوز حجاز الـ 100 ألف.[32]
- أبلغت إيطاليا عن 369 حالة وفاة ، ليصل عدد الوفيات إلى 29684. أبلغت إيطاليا عن 1444 حالة جديدة ، ليصل المجموع إلى 214457. ولا يزال 91528 شخص مصابًا بينهم 1333 مريض في العناية المركزة. وقد تم اختبار 1.550 مليون شخص.[32]
- أبلغت ماليزيا عن 45 حالة جديدة ، ليصل المجموع إلى 6248. تم علاج 135 مريض وإخراجهم من المستشفى ليصل عدد حالات الشفاء إلى 4702. كما أبلغت ماليزيا عن حالة وفاة جديدة ، مما رفع حصيلة الوفيات إلى 107.[37]
- أبلغت نيوزيلندا عن حالتين جديدتين (حالة واحدة مؤكدة والأخرى محتملة) ، وبذلك يصل المجموع إلى 1488 (1138 حالة مؤكدة و 350 محتملة). وقد أبلغت السلطات الصحية النيوزيلندية عن 14 حالة شفاء جديدة ، ليصل المجموع إلى 1316 حالة. أبلغت نيوزيلندا عن حالة وفاة جديدة ، مما رفع عدد الوفيات إلى 21.[38][39]
- أبلغت الفلبين عن 320 حالة جديدة ، ليصل العدد الإجمالي إلى 10004 حالات. أبلغت الفلبين عن 21 حالة وفاة جديدة ، وبذلك يصل عدد الوفيات إلى 658 وفاة.[32]
- أبلغت قطر عن 830 حالة ، ليصل المجموع إلى 15890 حالة. إجمالي عدد الحالات التي تم علاجها هو 2070.[32]
- أبلغت روسيا عن 10559 حالة جديدة ، ليصل المجموع إلى 165929. كما أبلغت روسيا عن 86 حالة وفاة ، ليصل عدد الوفيات إلى 1537.[32]
- أبلغت سنغافورة عن 788 حالة جديدة ، ليصل المجموع إلى 20198 حالة. تم تأكيد وفاة شخصين ، مما رفع حصيلة الوفيات إلى 20.[40]
- أبلغت سلوفاكيا عن ما مجموعه 1429 حالة و 25 حالة وفاة ، وعلاج حوالي نصف العدد الإجمالي للحالات.[32]
- أبلغت أوسيتيا الجنوبية عن الحالات الثلاث الأولى.[41]
- أبلغت إسبانيا عن 244 حالة وفاة ، ليصل عدد الوفيات إلى 25857. كما أبلغت إسبانيا عن 996 حالة جديدة ، ليصل المجموع إلى 220325 حالة.[32]
- أبلغت تركيا عن 64 حالة وفاة جديدة ، وبذلك يرتفع عدد الوفيات إلى 3584 وفاة. أبلغت تركيا عن 2253 حالة جديدة ، ليصل المجموع إلى 131744. وتعافى ما مجموعه 78202 شخص.[32]
- أبلغت أوكرانيا عن 487 حالة جديدة و 11 حالة وفاة جديدة ، وبذلك يصل العدد الإجمالي إلى 13184 و 327 على التوالي ؛ وتعافى ما مجموعه 2097 مريض.[42]
- أفاد المجلس الدولي للممرضين بأن 90 ألف ممرض وممرضة قد أُصيبوا بينما لقي 260 منهم مصرعهم.[32]
- أبلغ اليمن عن ثلاث وفيات و 25 حالة إصابة.[32]

### 7 مايو
- أبلغت أفغانستان عن إجمالي 3563 حالة إصابة و 106 حالة وفاة. كما أفادت كابول عن 925 حالة ، بما في ذلك 346 من الطاقم الطبي.[43]
- أبلغ مركز السيطرة على الأمراض في أفريقيا عن أكثر من 50 ألف حالة إجمالية في أفريقيا منها 8000 حالة في جنوب إفريقيا.[43]
- أبلغت بيلاروس عن ما مجموعه 19225 حالة و 112 حالة وفاة على الأقل. رفضت حكومة بيلاروس فرض أي قيود للإغلاق أو تنفيذ إجراءات الحجر الصحي.[43]
- أبلغت البرازيل عن 10503 حالات مؤكدة جديدة و 615 حالة وفاة.[43]
- أبلغت الصين عن حالتين جديدتين ، ليرتفع العدد الرسمي إلى 82885 إصابة. بلغ عدد القتلى الرسمي 4633.[43]
- أبلغت فرنسا عن 178 حالة جديدة ، ليصل المجموع إلى 25987. 23208 شخص لا يزالون في المستشفى منهم 2961 في العناية المركزة.[43]
- أبلغت الهند عن 3561 حالة جديدة ، ليصل المجموع إلى 52952 حالة. كما أبلغت السلطات الهندية عن 1783 حالة وفاة.[43]
- أبلغت إندونيسيا عن 338 حالة جديدة ، ليصل المجموع إلى 12776 حالة. توفي 35 شخص ، ليصل عدد الوفيات إلى 930. وقد تم اختبار 96717 شخص وتعافي 2381 شخص.[44]
- أبلغت إيطاليا عن 274 حالة وفاة ، ليصل عدد الوفيات إلى 29958 وفاة. كما أبلغت إيطاليا عن 1401 حالة جديدة ، ليصل المجموع إلى 215858 حالة.[43]
- أبلغت لاتفيا عن 909 حالات إصابة و 18 حالة وفاة.[43]
- أبلغت ماليزيا عن 39 حالة جديدة ، ليصل العدد الإجمالي إلى 6467 حالة. تم علاج وإخراج 74 مريض من المستشفى ، مما رفع العدد الإجمالي لحالات الشفاء إلى 4776. لا يزال 1584 شخص في المستشفى ، بينهم 19 في العناية المركزة و 18 في دعم التنفس الصناعي. حصيلة الوفيات لا تزال عند 107.[43][45]
- أبلغت المكسيك عن ما مجموعه 27634 حالة إصابة و 2704 حالة وفاة.[43]
- أبلغت هولندا عن 455 حالة جديدة ، ليصل العدد الإجمالي إلى 41774 حالة. كما أبلغت السلطات الصحية الهولندية عن 84 حالة وفاة جديدة ، مما رفع عدد الوفيات إلى 5288.[43]
- أبلغت نيوزيلندا عن حالة واحدة جديدة ، ليصل العدد الإجمالي إلى 1489 (1139 حالة مؤكدة و 350 محتملة). كما أبلغت السلطات الصحية عن 16 حالة شفاء جديدة ، ليصل المجموع إلى 1332 حالة. تم تسجيل إجراء 7323 اختبار في اليوم السابق.[46]
- أبلغت قطر عن 918 حالة جديدة ، ليصل المجموع إلى 16592. حصيلة الوفيات لا تزال 12 وفاة.[43]
- أبلغت روسيا عن 11231 حالة جديدة (6703 منها في موسكو) ، ليصل المجموع إلى 177160 (92676 في موسكو). كما أبلغت روسيا عن 88 حالة وفاة جديدة ، ليصل عدد الوفيات إلى 1625. زعم عمدة موسكو سيرغي سوبيانين أن عدد الحالات في موسكو أعلى بكثير من الأرقام الرسمية.[43]
- أبلغت سنغافورة عن 741 حالة جديدة ، ليصل العدد الإجمالي إلى 20939 حالة.[47]
- أبلغت إسبانيا عن 213 حالة وفاة ، ليصل عدد الوفيات إلى 26070. أبلغت إسبانيا عن ما مجموعه 221447 حالة.[43]
- أبلغت تايلاند عن ثلاث حالات جديدة ، ليصل المجموع إلى 2992.[43]
- أبلغت تركيا عن 57 حالة وفاة جديدة ، ليصل عدد الوفيات إلى 3641 وفاة. كما أبلغت تركيا عن 1977 حالة جديدة ، ليصل العدد الإجمالي إلى 133721 حالة.[43]
- أبلغت أوكرانيا عن 507 حالات إصابة جديدة و 13 حالة وفاة جديدة ، وبذلك يصل العدد الإجمالي إلى 13691 و 340 على التوالي ؛ تعافى ما مجموعه 2396 مريض منهم.[48]
- أبلغت المملكة المتحدة عن 539 حالة وفاة جديدة ، مما رفع عدد الوفيات إلى 30615.[43]
- أبلغت الولايات المتحدة عن أول حالة وفاة في حجز الهجرة. توفي كارلوس إرنستور إسكوبار من مضاعفات تتعلق بكوفيد-19 في مركز احتجاز المهاجرين في سان دييغو.[43]

### 8 مايو
- أبلغت الأرجنتين عن أكثر من 5000 حالة إصابة و 270 حالة وفاة.[49]
- أبلغت أستراليا عن إجمالي أقل من 7000 حالة إصابة و 100 حالة وفاة. لا يزال 800 شخص في المستشفى.[50]
- أبلغت هندوراس عن إجمالي 1461 حالة إصابة و 99 حالة وفاة.[49]
- أبلغت ماليزيا عن 68 حالة جديدة ، ليصل العدد الإجمالي إلى 6535 حالة. ولا يزال 1564 مريض في المستشفى ، منهم 17 في العناية المركزة وسبعة في دعم التنفس الصناعي. أخرجت السلطات الماليزية 88 مريض من المستشفى ، ليصل عدد المصابين إلى 4864. حصيلة الوفيات لا تزال عند 107 حالة وفاة.[51]
- أبلغت نيوزيلندا عن حالة مؤكدة جديدة بينما تم إعادة تصنيف حالة محتملة سابقة على أنها مؤكدة ، ليصل المجموع إلى 1490 (تم تأكيد 1141 حالة و 349 حالة لا تزال محتملة). تم الإبلاغ عن 15 حالة شفاء جديدة ، ليصل المجموع إلى 1347 حالة ، أو ما يشكل 90٪ من جميع حالات الإصابة. كما تم الانتهاء من إجراء 7812 اختبار في اليوم السابق.[52]
- أبلغت قطر عن 1311 حالة جديدة ، ليصل المجموع إلى أكثر من 20 ألف حالة. وقد حدثت معظم هذه الحالات بين العمال المهاجرين الأجانب. أبلغت البلاد عن 12 حالة وفاة. [53]

أبلغت روسيا عن 10699 حالة جديدة ، ليصل المجموع إلى 187859. وأبلغت روسيا عن 98 حالة وفاة ، ليصل عدد الوفيات إلى 1723.[53]
- أبلغت سنغافورة عن 768 حالة جديدة ، ليصل العدد الإجمالي إلى 21707 حالة.[53]
- أبلغت تايلاند عن ثماني حالات جديدة ، ليصل المجموع إلى 3000 حالة. حصيلة الووفيات لا تزال عند 55 وفاة.[49]
- أبلغت أوكرانيا عن 504 حالات إصابة جديدة و 21 حالة وفاة جديدة ، ليصل العدد الإجمالي إلى 14195 و 361 على التوالي ؛ تعافى ما مجموعه 2706 مريض.[54]

## ملخص

### الجدول الزمني
البلدان والأقاليم التي أكدت حالاتها الأولى خلال مايو 2020:
| التاريخ | البلد أو الأقليم |
| ------- | ---------------- |
| 6 مايو  | أوسيتيا الجنوبية |

حتى 6 مايو ، فقط البلدان والأقاليم التالية لم تقم بالإبلاغ عن أي حالات إصابة بعدوى سارس-كوف-2:
 أفريقيا 
- ليسوتو
- الجمهورية العربية الصحراوية الديمقراطية
- سانت هيلانة وأسينشين وتريستان دا كونا

 آسيا 
- جزيرة كريسماس
- جزر كوكوس
- كوريا الشمالية
- تركمانستان

أوروبا 
- سفالبارد

 أوقيانوسيا 
- ساموا الأمريكية
- جزر كوك
- كيريباتي
- جزر مارشال
- ولايات ميكرونيسيا المتحدة
- ناورو
- نييوي
- جزيرة نورفولك
- بالاو
- جزر بيتكيرن
- ساموا
- جزر سليمان
- توكيلاو
- تونغا
- توفالو
- فانواتو
- واليس وفوتونا